# Clinton, Maine
Clinton är en kommun i Kennebec County i delstaten Maine, USA.